# دهستان حومه (گرمسار)
دهستان حومه نام دهستانی در بخش مرکزی شهرستان گرمسار، استان سمنان در ایران است. براساس سرشماری مرکز آمار ایران در سال ۱۳۸۵، جمعیت آن ۳۲۸۸ نفر (۹۱۸ خانوار) بوده‌است.
مرکز این دهستان، روستای کردوان می باشد.